# Osceola (Missouri)
Osceola é uma cidade localizada no estado americano de Missouri, no Condado de St. Clair.

## Demografia
Segundo o censo americano de 2000, a sua população era de 835 habitantes.
Em 2006, foi estimada uma população de 808, um decréscimo de 27 (-3.2%).

## Geografia
De acordo com o United States Census Bureau tem uma área de
2,5 km², dos quais 2,4 km² cobertos por terra e 0,1 km² cobertos por água.

## Localidades na vizinhança
O diagrama seguinte representa as localidades num raio de 20 km ao redor de Osceola.